# Forest Montgomery
Forest Hill Montgomery (Cleveland, 22 agosto 1874 – 7 maggio 1947) è stato un tennista statunitense.
Disputò i tornei di singolare e doppio di tennis ai Giochi olimpici di Saint Louis 1904. Nel torneo singolare fu sconfitto ai sedicesimi mentre nel torneo di doppio, assieme a Stewart Tritle, fu sconfitto agli ottavi.